# Theil-Rabier
Theil-Rabier – miejscowość i gmina we Francji, w regionie Nowa Akwitania, w departamencie Charente.
Według danych na rok 1990 gminę zamieszkiwało 170 osób, a gęstość zaludnienia wynosiła 23 osób/km² (wśród 1467 gmin regionu Poitou-Charentes, Theil-Rabier plasuje się na 825. miejscu pod względem liczby ludności, natomiast pod względem powierzchni na miejscu 973.).